# Форман, Юрий
Ю́рий Фо́рман (род. 5 августа 1980, Гомель, СССР) — израильский и американский боксёр. Чемпион мира по боксу по версии WBA во втором полусреднем весе (до 70 кг) (2009).

## Биография
Юрий Форман родился 5 августа 1980 года в Гомеле. В спорте с 7 лет. Сначала Юрий занимался плаванием в спорткомплексе Гомсельмаш, однако после того как его побили более старшие мальчики, мама перевела его на бокс, приведя на тренировку со следующими словами: «Сделайте из моего сына мужика!».
В возрасте 9 лет с семьёй репатриировался в Израиль. Стал призёром трёх национальных чемпионатов. Позднее спортсмен переехал в Бруклин (Нью-Йорк, США) и в 2000 и 2001 году становился бронзовым призёром турнира по боксу «Золотые перчатки», а в 2003 году вышел на свой первый профессиональный бой.
Провёл 30 боев в среднем весе, одержав 28 побед и потерпев 2 поражения. Последним успехом Формана стала победа над Даниэлем Сантосом в матче за звание чемпиона мира по версии WBA во втором полусреднем весе.
На протяжении нескольких лет под руководством раввина Дов-Бер Пинсона Юрий Форман изучал Талмуд и Каббалу при институте IYYUN и Еврейском образовательном центре.
В США Юрию Форману дали прозвище Fighting Rabbi («Дерущийся раввин»).
5 июня 2010 года Юрий Форман потерпел первое поражение на профессиональном ринге, проиграв бой за звание чемпиона мира по версии WBA двукратному чемпиону мира в полусреднем весе пуэрториканцу Мигелю Котто. В 7-м раунде Форман получил тяжёлую травму колена, кардинально повлиявшую на исход боя.
12 марта 2011 года в Лас-Вегасе провёл бой с Павелом Волаком, в котором уступил сопернику RTD[неизвестный термин] в 6-м раунде (10).
13 января 2017 года Форман провёл поединок за титулы чемпиона мира по версиям WBA Super и IBO против кубинца Эрисланди Лары, уступив нокаутом в четвёртом раунде.

## Таблица боёв
В таблице перечислены результаты всех поединков боксёров.
В каждой строке указан результат поединка. Дополнительно номер поединка обозначен цветом, который обозначает итог поединка. Расшифровка обозначений и цветов представлена в нижеследующей таблице.
| Пример | Расшифровка                     |
| ------ | ------------------------------- |
|        | Победа                          |
|        | Ничья                           |
|        | Поражение                       |
|        | Планируемый поединок            |
|        | Поединок признан несостоявшимся |
| КО     | Нокаут                          |
| ТКО    | Технический нокаут              |
| PTS    | Решение судей (по очкам)        |
| UD     | Единогласное решение судей      |
| MD     | Решение большинства судей       |
| SD     | Раздельное решение судей        |
| RTD    | Отказ от продолжения боя        |
| DQ     | Дисквалификация                 |
| NC     | Поединок признан несостоявшимся |

| Результат | Дата           | Соперник       | Показатели соперника | Тип | Раунд, Время | Место боя                     | Комментарии                                                                                     |
| --------- | -------------- | -------------- | -------------------- | --- | ------------ | ----------------------------- | ----------------------------------------------------------------------------------------------- |
| 34-3-0-1  | 13 января 2017 | Эрисланди Лара | 23-2-2               | KO  | 4 (12), 1:47 | Хайалиа, Флорида, США         | Бой за титулы чемпиона мира по версиям WBA Super и IBO (3-я защита Лары) в первом среднем весе. |
| 34-2-0-1  | 3 июня 2016    | Джейсон Дэвис  | 13-11-2              | TKO | 2 (8), 1:55  | Нью-Йорк, США                 |                                                                                                 |
| 33-2-0-1  | 5 декабря 2015 | Ленвуд Дозьер  | 9-9-1                | UD  | (8)          | Барклайс-центр, Нью-Йорк, США | Счёт: 77-75, 77-75, 77-75.                                                                      |
| 32-2-0-1  | 12 ноября 2013 | Хавьер Гомес   | 14-11                | KO  | 1 (8), 1:56  | Холливуд, Флорида, США        |                                                                                                 |
| 31-2-0-1  | 24 июля 2013   | Джамал Дэвис   | 14-9-1               | UD  | 8            | Нью-Йорк, США                 | 80-72, 80-72, 80-72.                                                                            |
| 30-2-0-1  | 4 апреля 2013  | Гандрик Кинг   | 18-9                 | UD  | 6            | Нью-Йорк, США                 | 60-54, 60-54, 60-54.                                                                            |
| 29-2-0-1  | 23 января 2013 | Брэндон Бау    | 12-8                 | UD  | 6            | Нью-Йорк, США                 | 60-54, 60-54, 60-54.                                                                            |
| 28-2-0-1  | 12 марта 2011  | Павел Волак    | 28-1                 | RTD | 6 (10), 3:00 | Лас-Вегас, США                |                                                                                                 |
| 28-1-0-1  | 5 июня 2010    | Мигель Котто   | 34-2                 | TKO | 9 (12), 0:42 | Нью-Йорк, США                 | Потерял титул WBA в первом среднем весе.                                                        |
| 28-0-0-1  | 14 ноября 2009 | Даниэль Сантос | 32-3-1               | UD  | 12           | Лас-Вегас, США                | Выиграл титул WBA в первом среднем весе (первый титул чемпиона мира в карьере Формана).         |